# Anisorhynchodemus assimilis
Anisorhynchodemus assimilis is een platworm (Platyhelminthes). De platworm is tweeslachtig. De soort leeft in of nabij zoet water.
De wetenschappelijke naam van de soort werd in 1909 als Rhynchodemus assimilis gepubliceerd door Geba. In 2003 verplaatsten Kawakatsu, Froehlich, Jones, Ogren & Sasaki de soort naar het geslacht Anisorhynchodemus, een vergaarbak voor moeilijk plaatsbare soorten.